# Antonio del Pollaiolo
Antonio del Pollaiolo, původním jménem Antonio Benci (1433, Florencie – 4. únor 1498, Řím) byl italský renesanční malíř a sochař. Patřil do tzv. florentské školy.
Jeho učitelem sochařství byl patrně Donatello, malby pak Paolo Uccello. Umělecké jméno Pollaiolo (v překladu "drůbežář") přijal na počest svého otce, který se chovem drůbeže živil. Úzce spolupracoval se svým bratrem Pierem, spolu vlastnili velkou malířskou a sochařskou dílnu. Antonio se v dílně specializoval na krajiny a pozadí. Oba bratři se těšili velké přízni rodiny Medicejských, která jim zadala mnoho významných zakázek.
Dle legendy oba bratři k dokonalému poznání anatomie člověka pitvali odsouzence, a to ještě před Leonardem, jemuž je tato praxe nejčastěji připisována.
K jeho nejznámějším malbám patří Apolón a Dafné, Bitva deseti nahých, Herkules a Hydra, Mučednictví sv. Šebestiána, Oltář sv. Vincence, sv. Jakuba a sv. Eustacha, Portrét dívky, Portrét mladé ženy I., Portrét mladé ženy II. či Tobiáš a anděl.

## Galerie

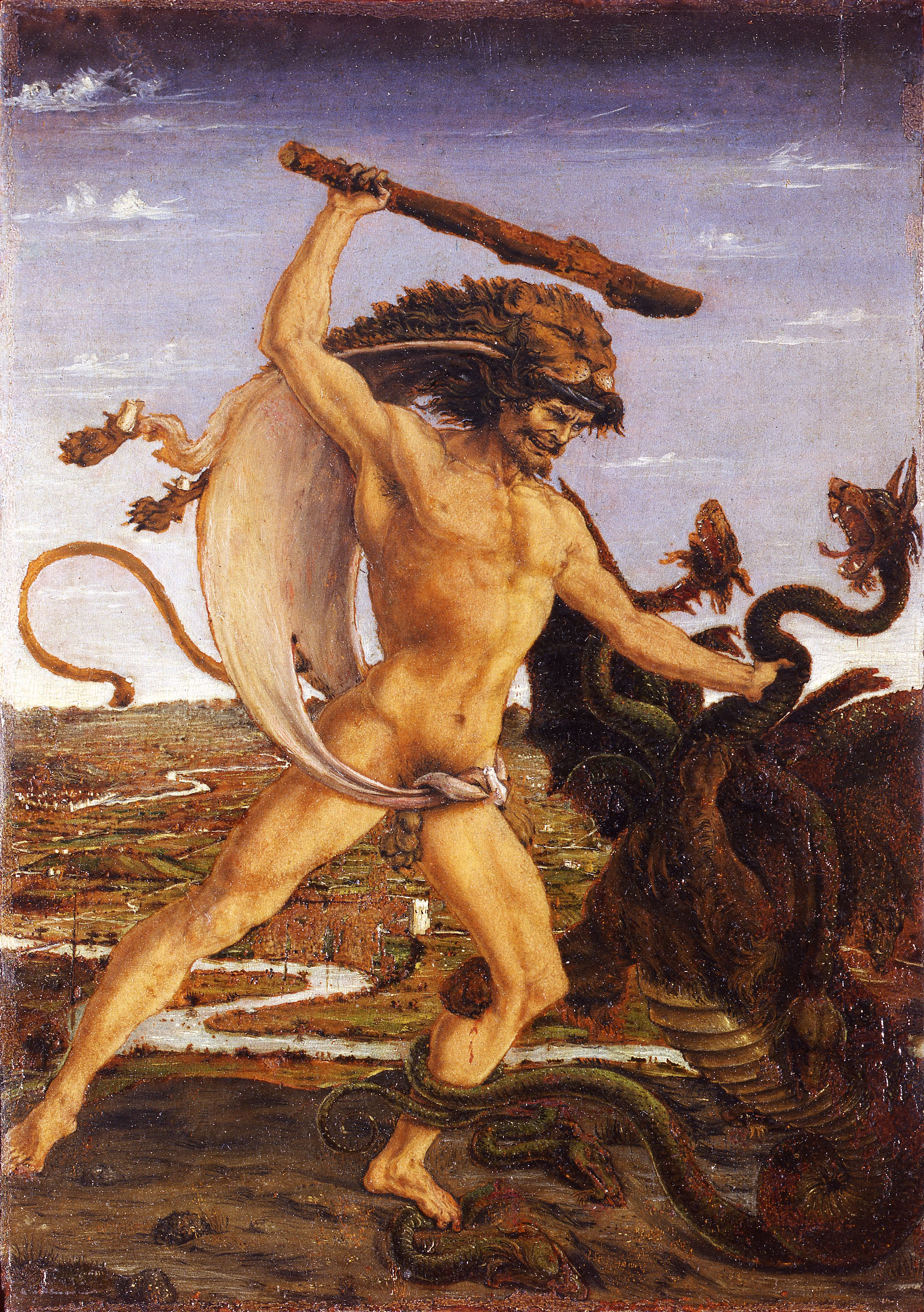
Herkules a Hydra
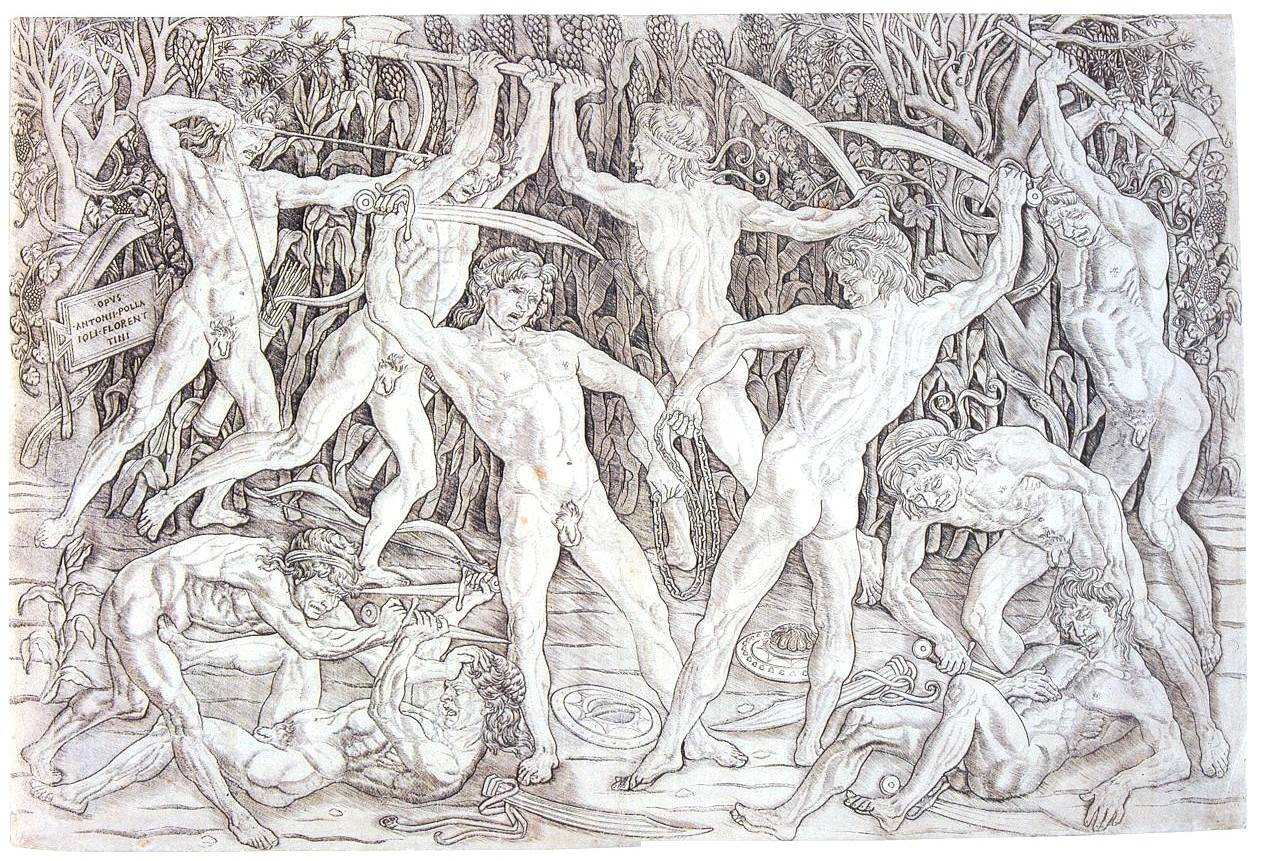
Bitva deseti nahých
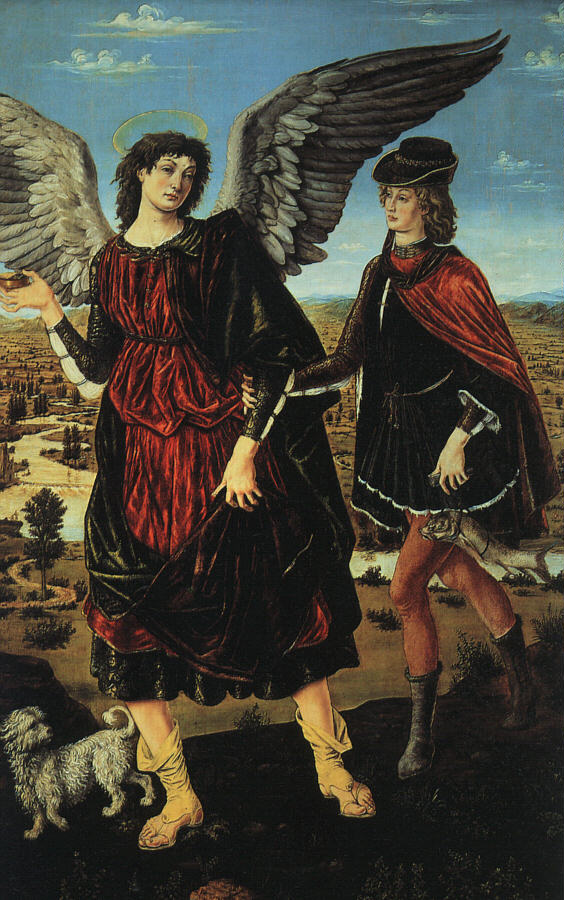
Tobiáš a anděl
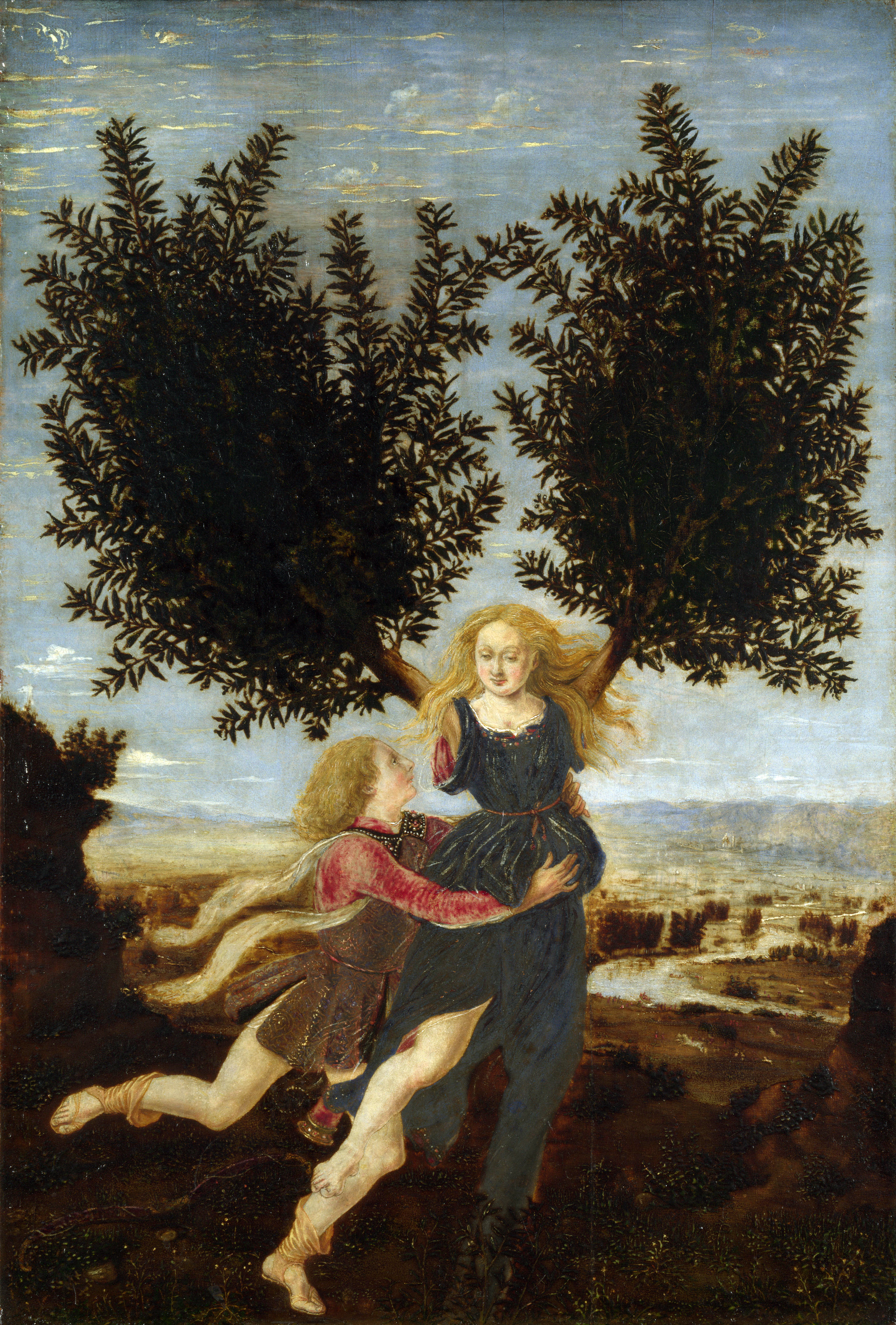
Apolón a Dafné